# بارك بو غوم
باك بو غوم (بالكورية: 박보검) (ولد في 16 يناير 1993) هو ممثل كوري جنوبي.

## الأعمال

### أفلام
| السنة | العنوان                       | الدور             | ملاحظة    |
| ----- | ----------------------------- | ----------------- | --------- |
| 2011  | Blind                         | مين دونغ هيون     |           |
| 2012  | Runway Cop                    | الشاب تشا تشول سو |           |
| 2014  | يوم عصيب                      | الضابط لي جين هو  |           |
| 2014  | الأدميرال: التيارات الهادرة   | باي سو بونغ       |           |
| 2014  | Twinkle-Twinkle Pitter-Patter | جون وو            | فيلم قصير |
| 2015  | Coin Locker Girl              | بارك سوك هيون     |           |
| 2021  | Seobok                        | سيو بوك           |           |
| 2024  | Wonderland                    | تاي جو            |           |

### مسلسلات

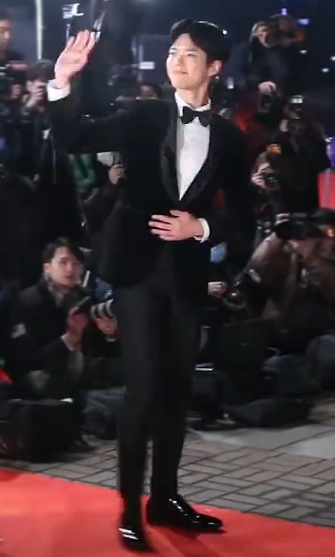
باك بو غوم في KBS Drama Awards 2

| السنة     | العنوان                         | الدور                   | ملاحظة                      |
| --------- | ------------------------------- | ----------------------- | --------------------------- |
| 2012      | بطل                             | كانغ دونغ وو            |                             |
| 2012      | دراما خاصة "صورة ثابتة"         | كيم هيون-سو الشاب       |                             |
| 2012      | قناع العروس                     | هان مين-كيو             | دور الكاميو (الحلقات 26–28) |
| 2013      | أمي الرائعة                     | جو يونغ جون             |                             |
| 2014      | ايام رائعة                      | الشاب كانغ دونغ-سيوك    |                             |
| 2014      | غير قادر على الغد               | لي يون-هو               |                             |
| 2015      | المنتجون                        | نفسه                    | دور الكاميو، الحلقة 9       |
| 2015      | الوحش يرحب                      | جونغ سون-هو / لي مين    |                             |
| 2015–2016 | أجبني 1988                      | تشوي تايك               |                             |
| 2016      | حب تحت ضوء القمر                | منجو ملك جوسون          | [ 8 ]                       |
| 2018–2019 | لقاء غير متوقع                  | كيم جين هيوك            | [ 9 ]                       |
| 2020      | إتايوان كلاس                    | طاهي جديد في مطعم سو آه | دور الكاميو (الحلقة 16)     |
| 2020      | ذكريات الشباب                   | سا هاي جون              | [ 11 ]                      |
| 2025      | فتى جيد                         | يون دونغ جو             | [ 12 ]                      |
| 2025      | عندما تمنحك الحياة ثمار اليوسفي | جوان سيك                | [ 13 ]                      |

### البرامج المنوعة
| السنة | العنوان                     | القناة | ملاحظة         |
| ----- | --------------------------- | ------ | -------------- |
| 2016  | Youth Over Flowers: Africa  | tvN    | عضو في الفريق  |
| 2018  | Hyori's Home Stay: Season 2 | JTBC   | عامل بوقت جزئي |
| 2022  | Youth MT                    | تيفينج | طاقم العمل     |

### ظهوره في الاغاني
| السنة | الاغنية    | الفنان | ملاحظة                |
| ----- | ---------- | ------ | --------------------- |
| 2015  | Forget You | d.ear  | ايضا مغني وعازف بيانو |

### تقديم البرامج
| السنة     | العنوان                          | القناة         | المصدر |
| --------- | -------------------------------- | -------------- | ------ |
| 2015-2016 | Music Bank                       | KBS2 KBS World |        |
| 2015      | 29th KBS Drama Awards            | KBS2 KBS World |        |
| 2016      | KBS Song Festival                | KBS2 KBS World | [ 16 ] |
| 2016      | 30th KBS Drama Awards            | KBS2 KBS World | [ 17 ] |
| 2017      | Music Bank World Tour: Singapore | KBS2 KBS World | [ 18 ] |
| 2017      | Music Bank World Tour: Indonesia | KBS2 KBS World | [ 19 ] |
| 2017      | 19th Mnet Asian Music Awards     | Mnet tvN Asia  | [ 20 ] |
| 2018      | Music Bank World Tour: Chile     | KBS2 KBS World | [ 21 ] |

## روابط خارجية
- بارك بو غوم على موقع IMDb (الإنجليزية)
- بارك بو غوم على موقع ميتاكريتيك (الإنجليزية)
- بارك بو غوم على موقع ألو سيني (الفرنسية)
- بارك بو غوم على موقع ميوزك برينز (الإنجليزية)
- بارك بو غوم على موقع أول ميوزيك (الإنجليزية)
- بارك بو غوم على موقع ديسكوغز (الإنجليزية)
- بارك بو غوم على موقع قاعدة بيانات الفيلم (الإنجليزية)
- بارك بو غوم على موقع ليتربوكسد (الإنجليزية)
- بارك بو غوم على موقع كينوبويسك (الروسية)

- بارك بو غوم على موقع IMDb (الإنجليزية)
- بارك بو غوم على موقع ميتاكريتيك (الإنجليزية)
- بارك بو غوم على موقع ألو سيني (الفرنسية)
- بارك بو غوم على موقع ميوزك برينز (الإنجليزية)
- بارك بو غوم على موقع أول ميوزيك (الإنجليزية)
- بارك بو غوم على موقع ديسكوغز (الإنجليزية)
- بارك بو غوم على موقع قاعدة بيانات الفيلم (الإنجليزية)
- بارك بو غوم على موقع ليتربوكسد (الإنجليزية)
- بارك بو غوم على موقع كينوبويسك (الروسية)